# Saint-Dalmas-le-Selvage
Saint-Dalmas-le-Selvage (Occitaans: Sant Darmàs lo Selvatge; Italiaans (verouderd): San Dalmazzo Selvatico) is een gemeente in het Franse departement Alpes-Maritimes (regio Provence-Alpes-Côte d'Azur) en telt 131 inwoners (2004). De plaats maakt deel uit van het arrondissement Nice.

## Geografie
De oppervlakte van Saint-Dalmas-le-Selvage bedraagt 114,0 km², de bevolkingsdichtheid is 1,1 inwoners per km².
De onderstaande kaart toont de ligging van Saint-Dalmas-le-Selvage met de belangrijkste infrastructuur en aangrenzende gemeenten.

## Demografie
Onderstaande figuur toont het verloop van het inwonertal (bron: INSEE-tellingen).
Vanwege een beveiligingsprobleem met de MediaWiki Graph-software is het momenteel niet mogelijk deze grafiek weer te geven. Zodra de software is bijgewerkt zal de grafiek vanzelf weer zichtbaar worden.